# جريدة الملايين
الملايين هي صحيفة أسبوعية كانت تُنشر من القاهرة في مصر.

## التاريخ
نُشرت جريدة الملايين بين أيار/مايو وكانون الأول/ديسمبر من العام 1951، حيث كانت مرتبطة بشكل غير رسمي بالحركة الديمقراطية الشيوعية للتحرير الوطني. وجاء إطلاق الملايين عقب إغلاق البشير الأسبوعي الموالي للهيئة في ديسمبر 1950، وقد اكتسب البشير والملايين أهمية في الحركة الوطنية في مصر في ذلك الوقت. بعد الحظر على البشير، كانت الملايين قناة رئيسية للدعاية القانونية للحزب. 
كان مالك ورئيس تحرير جريدة الملايين هو أحمد صادق عزام، ومن بين المساهمين البارزين في الصحيفة يوسف هلمو وعبد الميرني السعيد وراشد البراوي وعنايت الحليم وإبراهيم عبد الحليم. 
دعت الملايين إلى الكفاح المسلح ضد الحكم البريطاني في مصر، وناشدت جبهة موحدة من الإخوان المسلمين والحزب الاشتراكي والقوميين والوفديين والعمال والحركات الطلابية للتجمع ضد الإمبريالية الأنجلو أمريكية. وكانت الملايين أول صحيفة شيوعية مصرية خصصت مساحة لقضايا مثل الثقافة والرياضة، حيث حملت مقالاتها مقالات عن العمال والفلاحين والنساء والفن والمسرح والأدب والقضايا الدولية. وخصصت الصحيفة اهتماما ضئيلا نسبيا للصراع العربي الإسرائيلي. وفي تعليقها على التطورات التي أعقبت قيام دولة يهودية في فلسطين، عبرت صحيفة الملايين عن انتقادها من تعامل الحكومات في العالم العربي مع المجتمعات اليهودية. 
وكانت الحكومة المصرية قد أغلقت الملايين في ديسمبر 1951 أي بعد حوالي نصف السنة فقط من إطلاقها. 